# بن مک‌کی
بنجامین آرتور مک‌کی (زادهٔ ۷ آوریل ۱۹۸۵) شناخته‌شده بانام بن مک‌کی (انگلیسی: Ben McKee)؛ موسیقی‌دان، ترانه‌نویس و تهیه‌کننده موسیقی اهل ایالات متحده آمریکا است. وی از سال ۲۰۰۹ میلادی تاکنون مشغول فعالیت بوده‌است. او بیسیست گروه موسیقی پاپ راک ایمجین درگنز است.